# 小平総治
小平 総治（こだいら そうじ、1876年 - 1935年10月18日）は、日本の外交官。通訳官。号は綏芳。

## 経歴
長野県安曇郡東穂高村（現安曇野市）生まれ。地元で漢学を修めた後、上京して二松學舎に入学し、三島中洲の教えを受け、善隣書院にも学んだ。1899年中国に留学、義和団の乱に陸軍省通訳官として従軍し、川島浪速の推挙によって北京警務学堂監督となり、1910年には武昌高等巡警学堂教習、1911年には漢国領事館勤務を務め、中国初の近代的警察官養成に従事した。
1914年、粛親王愛新覚羅善耆の邸宅に入り、王府内外の事務、子女の訓育にあたった。その間、政治外交の重要事項に関してしばしば日本政府に進言した。1915年、粛親王を擁立し、満蒙独立を画策したが、孫文らの革命勢力の抵抗、袁世凱の急死によって失敗した。1932年、満州国独立の際、執政愛新覚羅溥儀に召され、執政府内務官となり、建国功労章を叙勲された。のち満州国創設国立博物館主事となり、奉天に移った。1935年帰国したが、その年に死去。

## 栄典
外国勲章佩用允許
- 1906年（明治39年）7月13日 - 大清帝国三等第三双竜宝星[1]